# Deutscher Fußball-Bund
Deutscher Fußball-Bund (DFB) – ogólnokrajowy związek sportowy działający na terenie Niemiec, posiadający osobowość prawną, będący jedynym prawnym reprezentantem niemieckiej piłki nożnej (jedenastoosobowej, halowej, plażowej), zarówno mężczyzn, jak i kobiet, we wszystkich kategoriach wiekowych w kraju i za granicą.
DFB został założony w 1900 roku. Od 1904 roku należy do FIFA, a od 1954 – do UEFA.

## Informacje ogólne
- Adres – Otto-Fleck-Schneise 6, Postfach 710265, 60492 Frankfurt nad Menem
- Liczba klubów – 28.000
- Liczba sędziów – 8.000
- Liczba zarejestrowanych piłkarzy – 3.587.484

## Struktura ligowa w Niemczech
Niemiecka struktura ligowa / od 1903 do 2008
|        | Niemcy                         | RFN                       | RFN            | RFN            | Niemcy      | Niemcy       | NRD           |
| Poziom | 1994 – 2008                    | 1974-1994                 | 1963-1974      | 1946-1963      | 1933-1945   | 1903-1932    | NRD 1949-1991 |
| I      | Bundesliga                     | Bundesliga                | Bundesliga     | Oberliga       | Gauliga     | Verbandsliga | DDR Oberliga  |
| II     | 2.Bundesliga                   | 2.Bundesliga              | Regionalliga   | 2.Oberliga     | Bezirksliga | Bezirksliga  | DDR Liga      |
| III    | Regionalliga                   | Am. Oberliga              | 1. Amateurliga | 1. Amateurliga | ▼???        | ▼???         | Bezirksliga   |
| IV     | Oberliga                       | Landesliga/ Verbandsligaˡ | 2. Amateurliga | 2. Amateurliga |             |              | Bezirksklasse |
| V      | Landesliga/ Verbandsliga       | Landesliga                | A-Klasse       | A-Klasse       |             |              | Kreisklasse   |
| VI     | Bezirksoberliga                | ▼???                      | B-Klasse       | B-Klasse       |             |              |               |
| VII    | Bezirksliga                    |                           | C-Klasse       | C-Klasse       |             |              |               |
| VIII   | Kreisliga                      |                           |                |                |             |              |               |
| IX     | Kreisklasse A / 1. Kreisklasse |                           |                |                |             |              |               |
| X      | Kreisliga A / 2. Kreisklasse   |                           |                |                |             |              |               |
| XI     | Kreisliga B / 3. Kreisklasse   |                           |                |                |             |              |               |
| XII    | Kreisliga C / 4. Kreisklasse   |                           |                |                |             |              |               |

Od sezonu 2008/09, ogólnokrajowe rozgrywki są w niemieckim systemie na trzech najwyższych poziomach – 1. Bundesliga, 2. Bundesliga i 3. Liga. 4. liga – Regionalliga to pięć grup, które pokrywają północ, północny wschód, zachód południowy zachód oraz Bawarię. 5. liga – Oberliga, dzieli drużyny na 14 grup w całym kraju. 6. liga to 27 grup i przeważnie dana Verbandsliga pokrywa większość landu. Im niżej, tym więcej grup na coraz mniejszych obszarach.

### Nazewnictwo
6. liga nazywana jest zależnie od landu Verbandsliga lub Landesliga. Nie wszędzie jest Bezirksliga, np.: w Mittelrhein jej nie ma, tak samo jak nie ma tam Kreisligi. Niektóre landy mają więcej niż 12 poziomów rozgrywek, np.: Berlin ma ich 21.

## Reprezentacja
Więcej czytaj na stronie Reprezentacja Niemiec w piłce nożnej.
- Miejsce w rankingu FIFA – 2 (stan na 17 grudnia 2008)
- Najwyższe miejsce – 1 (sierpień 1993)
- Najniższe miejsce – 22 (marzec 2006)
- Najwięcej meczów w kadrze – Lothar Matthäus (150)
- Najwięcej goli w kadrze – Gerd Müller (68)
- Bilans w finałach mistrzostw świata – 15 startów: 151 meczów (99-33-19), bramki 371-161 (stan na 11 czerwca 2006)

## Selekcjonerzy drużyny narodowej
- 1908-27 – Komitet trenerów
- 1928-36 –  Otto Nerz
- 1936-64 –  Sepp Herberger
- 1964-78 –  Helmut Schön
- 1978-84 –  Jupp Derwall
- 1984-90 –  Franz Beckenbauer
- 1990-98 –  Berti Vogts
- 1998-00 –  Erich Ribbeck
- 2000-04 –  Rudi Völler
- 2004-06 –  Jürgen Klinsmann
- 2006-21 –  Joachim Löw
- od 2021 –  Hans-Dieter Flick

## Prezesi związku
- 1900-04 –  Ferdinand Hüppe
- 1904-05 –  Friedrich Wilhelm Nohe
- 1905-25 –  Gottfried Hinze
- 1925-45 –  Felix Linnemann
- 1949-62 –  Peco Bauwens
- 1962-75 –  Hermann Gösmann
- 1975-92 –  Hermann Neuberger
- 1992-01 –  Egidius Braun
- 2001-06 –  Gerhard Mayer-Vorfelder (w latach 2004–2006 wspólnie ze Zwanzigerem)
- 2004-12 –  Theo Zwanziger
- 2012-19 –  Wolfgang Niersbach
- od 2019 –  Fritz Keller[1]